# Gilbert (equipamiento deportivo)
Gilbert es una empresa de equipamiento deportivo. Fabrican las pelotas oficiales para la Copa del Mundo de Rugby y para la International Federation of Netball Associations. Gilbert fue fundada en 1823 por William Gilbert.
En 2002, luego de experimentar algunas dificultades financieras, Gilbert fue comprada por Grays International.
Gilbert ha suministrado los balones ininterrumpidamente en seis Copas Mundiales de Rugby consecutivas; a partir de 1995 en Sudáfrica; Gales en 1999; Australia en 2003; Francia en 2007; Nueva Zelanda en 2011 e Inglaterra en 2015.

## Patrocinios

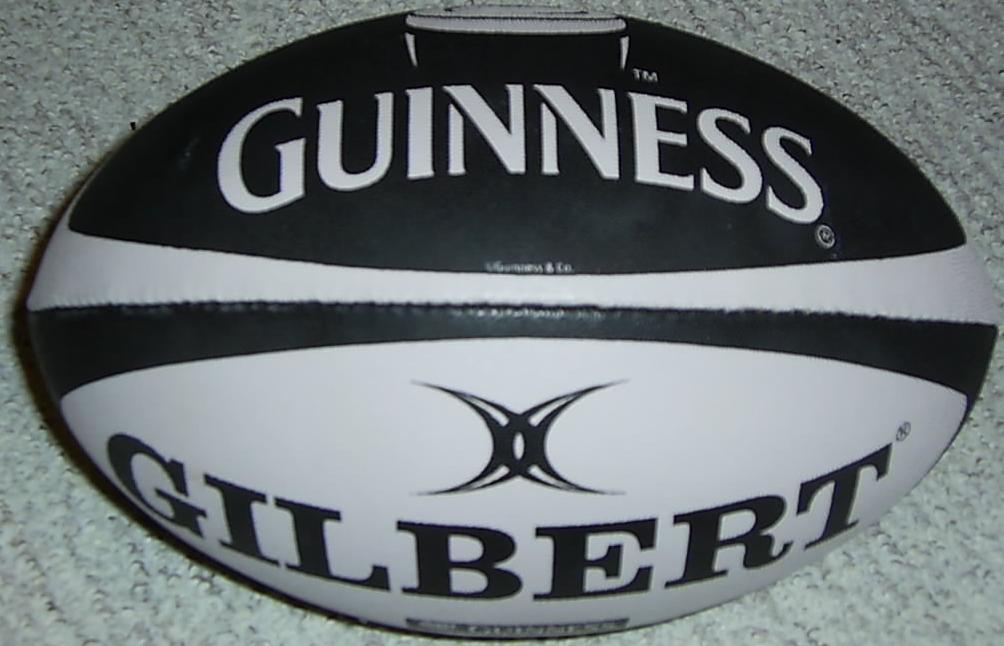
Balón Gilbert de la Premiership Rugby.

Los siguientes equipos, asociaciones y jugadores usan uniformes y equipos provistos por Gilbert:

### Rugby Sevens
- Chile

### Rugby Union
- Newcastle Falcons
- Newport Gwent Dragons/Newport RFC

#### Players
- Richard Hibbard
- Thierry Dusautoir
- Sean Cronin
- Jake Ball
- Aaron Shingler
- Blair Cowan
- Matt Gilbert

### Netball
- Australia
- Nueva Zelanda
- Jamaica